# Leichtathletik-Europameisterschaften 1990/Medaillenspiegel
Dies ist der Medaillenspiegel der Leichtathletik-Europameisterschaften 1990, welche vom 27. August bis zum 1. September im jugoslawischen Split ausgetragen wurden. Bei identischer Medaillenbilanz sind die Länder auf dem gleichen Rang geführt und alphabetisch geordnet.
| Medaillenspiegel | Medaillenspiegel | Medaillenspiegel | Medaillenspiegel | Medaillenspiegel | Medaillenspiegel |
| Platz            | Land             | Gold             | Silber           | Bronze           | Gesamt           |
| ---------------- | ---------------- | ---------------- | ---------------- | ---------------- | ---------------- |
| 1                | DDR              | 12               | 12               | 10               | 34               |
| 2                | Großbritannien   | 9                | 5                | 4                | 18               |
| 3                | UdSSR            | 6                | 9                | 6                | 21               |
| 4                | Italien          | 5                | 2                | 5                | 12               |
| 5                | Frankreich       | 3                | 2                | 5                | 10               |
| 6                | BR Deutschland   | 3                | 2                | 2                | 7                |
| 7                | Jugoslawien      | 2                | 1                | –                | 3                |
| 8                | Portugal         | 1                | –                | 1                | 2                |
| 9                | Finnland         | 1                | –                | –                | 1                |
| 9                | Tschechoslowakei | 1                | –                | –                | 1                |
| 11               | Spanien          | –                | 2                | –                | 2                |
| 11               | Ungarn           | –                | 2                | –                | 2                |
| 13               | Schweden         | –                | 1                | 3                | 4                |
| 14               | Bulgarien        | –                | 1                | 1                | 2                |
| 14               | Niederlande      | –                | 1                | 1                | 2                |
| 14               | Norwegen         | –                | 1                | 1                | 2                |
| 14               | Schweiz          | –                | 1                | 1                | 2                |
| 18               | Rumänien         | –                | 1                | –                | 1                |
| 19               | Polen            | –                | –                | 2                | 2                |
| 20               | Österreich       | –                | –                | 1                | 1                |
| Gesamt           | Gesamt           | 43               | 43               | 43               | 129              |